# 長龍寺 (綾瀬市)

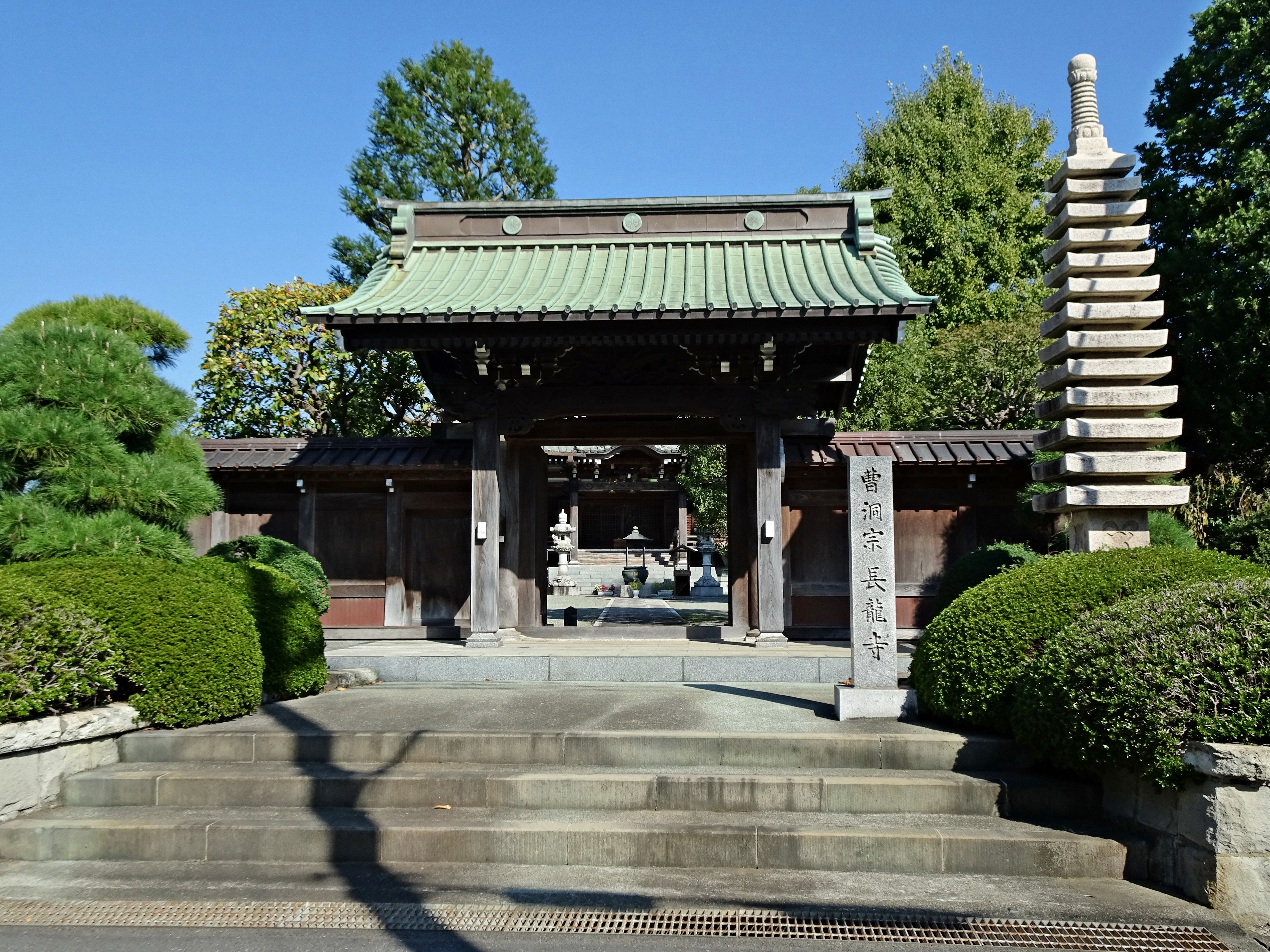
山門

長龍寺（ちょうりゅうじ）は、神奈川県綾瀬市にある曹洞宗の寺院。

## 歴史
室町時代中期、蛭川越後（1445年没）の開基である。蛭川越後の法号が「深谷寺殿長龍道安居士」であり、これが寺号の由来となっている。
江戸時代、当地は徳川秀忠・家光父子に仕えた旗本大橋親善の所領となった。そのため、大橋一族の墓が残されている。大橋家は当地の領主として代々世襲し、大橋親義の代には勘定奉行にまで出世した。しかし郡上一揆の原因となった郡上藩の年貢徴収に大橋親義が関与していたことが発覚、郡上藩主金森頼錦とともに改易となった。

## 文化財
- 大橋氏一族の墓石群（綾瀬市指定文化財）[2]

## 交通アクセス
- かしわ台駅より徒歩40分。